# Sberbank
Sberbank (em russo:  Сбербанк; nome completo: Публи́чное акционе́рное о́бщество «Сбербанк Росси́и», translit.: Publíchnoye aktsionérnoye óbshchestvo «Sberbank Rossíi») é o maior banco da Rússia e também do Leste Europeu. Empresa registrada na Rússia: 20 de junho de 1991. O Banco Central da Rússia é o maior acionista do banco, com 60% das ações da empresa.